# Haiti i olympiska sommarspelen 1960
Haiti deltog med en deltagare vid de olympiska sommarspelen 1960 i Rom. Landets deltagare erövrade ingen medalj.